# Mosnang
Mosnang (toponimo tedesco) è un comune svizzero di 2 969 abitanti del Canton San Gallo, nel distretto del Toggenburgo.

## Geografia fisica

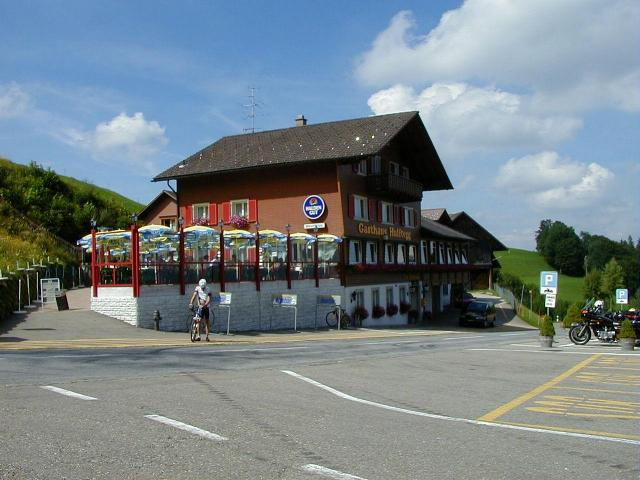
Il passo di Hulftegg

Il territorio di Mosnang si estende sul versante sinistro della valle della Thur; è attraversato dai suoi affluenti e subaffluenti Gonzenbach, Töss e Dietfurterbach e comprende anche il passo di Hulftegg.

## Storia
Il comune politico di Mosnang è stato istituito nel 1803.

## Monumenti e luoghi d'interesse

### Architetture religiose
- Chiesa parrocchiale cattolica di San Giorgio, eretta nel 1200 circa e successivamente rimaneggiata[3];
- Chiesa parrocchiale cattolica di San Gallo a Libingen, eretta nel 1751-1769[4];
- Chiesa parrocchiale cattolica dei Santi Giuseppe e Otmar a Mühlrüti, eretta nel 1766 in stile barocco[5].

## Società

### Evoluzione demografica
L'evoluzione demografica è riportata nella seguente tabella:
Abitanti censiti

## Geografia antropica

### Frazioni
Le frazioni di Mosnang sono:
- Dreien
- Libingen[4]
- Lütisburg Station (compresa anche nei comuni di Bütschwil-Ganterschwil e Lütisburg)
- Mühlrüti[5]
- Wiesen

## Infrastrutture e trasporti

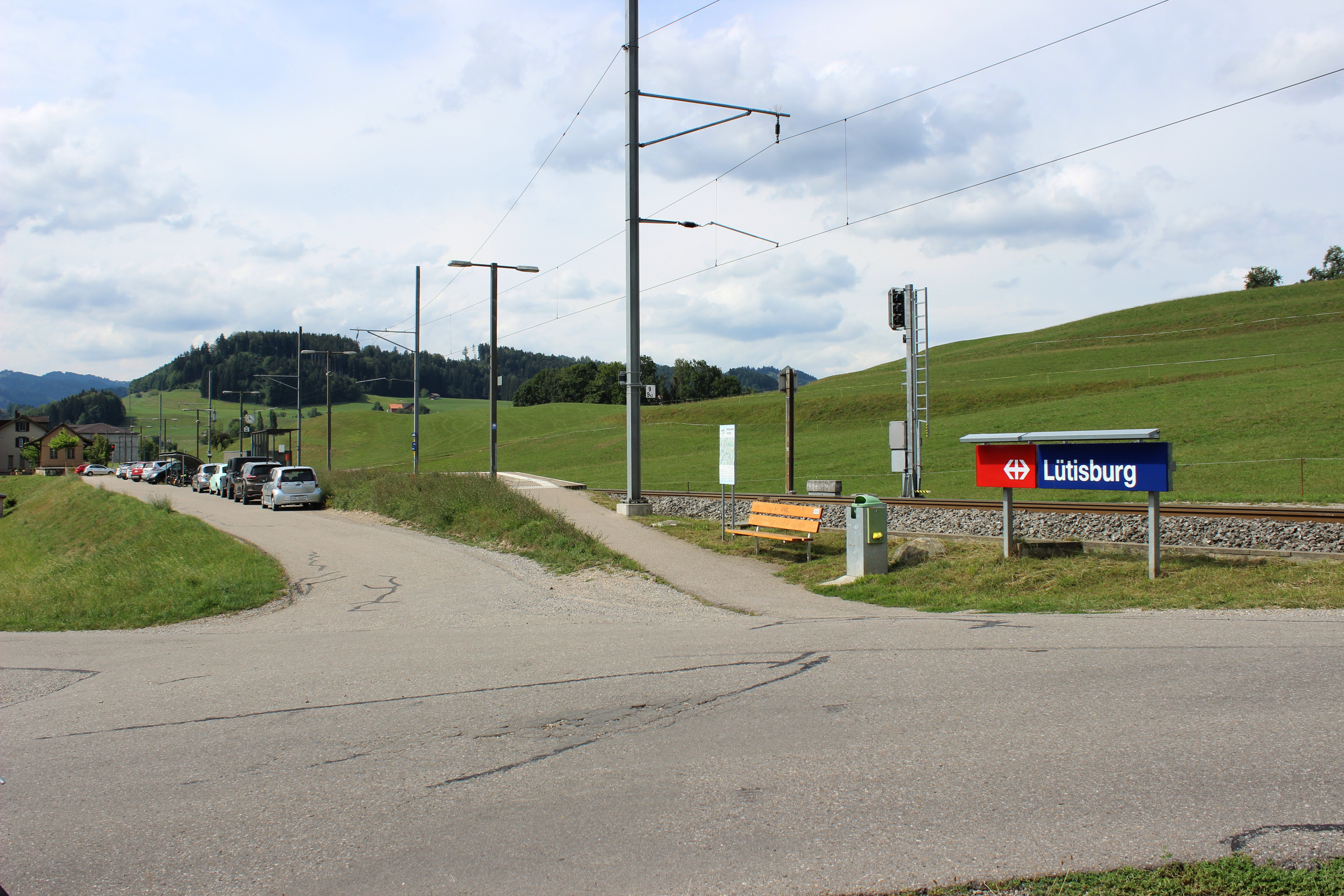
La stazione di Lütisburg

Mosnang è servito dalla stazione di Lütisburg (ubicata nella frazione di Lütisburg Station) sulla ferrovia Wil-Ebnat-Kappel (linea S8 della rete celere di San Gallo).